# Razón pública (Immanuel Kant)
Razón pública requiere que las reglas morales o políticas que regulan nuestra vida común sean, en algún sentido, justificables o aceptables para todas aquellas personas sobre las cuales las reglas pretenden tener autoridad. Es una idea con raíces en el trabajo de Thomas Hobbes, Immanuel Kant, y Jean-Jacques Rousseau, y se ha vuelto cada vez más influyente en la filosofía moral y política contemporánea como resultado de su desarrollo en la obra de John Rawls, Jürgen Habermas y Gerald Gaus, entre otros.

## Immanuel Kant
La frase "uso público de la propia razón" (Vernunft in allen Stükken öffentlichen Gebrauch) fue utilizada por Immanuel Kant en su editorial de 1784 respondiendo a la pregunta "¿Qué es la Ilustración?," donde lo distinguió del uso privado de la razón, por lo que se refería al razonamiento ofrecido desde un cargo o cargo cívico específico.  Esta concepción kantiana fue desarrollada aún más por el filósofo estadounidense John Rawls para referirse a la razón común de todos los ciudadanos en una pluralista sociedad y la identificó como un componente de la política. liberalismo. Aunque Rawls citó el origen kantiano de su concepto, su comprensión se distingue por la forma en que explica cómo la razón pública encarna el fondo compartido de creencias y razón de quienes constituyen una democrática gobierno—aquellos que se preocupan por el bien del público y los asuntos de justicia básica.
Dar razones públicas, en el sentido rawlsiano, implica justificar una posición particular por medio de razones que personas de diferentes antecedentes morales o políticos podrían aceptar. Aunque en sus escritos posteriores agregó lo que se conoce como la salvedad, es decir, que se podrían dar razones no públicas asumiendo que las razones públicas se proporcionarían en su debido momento.  Sin embargo, para lograr esto, uno debe superar lo que él llama la carga del juicio, que puede producir desacuerdo entre ciudadanos razonables. Estas cargas incluyen evidencia contradictoria, otorgando diferentes pesos a las consideraciones, indeterminación conceptual, diferentes experiencias y conflictos de valores. La razón privada, por el contrario, es el ejercicio de la razón de un individuo según las normas e intereses restringidos de algún subconjunto del público en su conjunto (como una empresa, un partido político, el ejército o la familia).
Rawls también clasificó el concepto en razón pública para "pueblos liberales" y razón pública para "sociedad de pueblos". El primero implica la razón pública de pueblos liberales libres e iguales que debaten sus relaciones mutuas, mientras que el segundo implica ciudadanos iguales de la sociedad nacional que debaten cuestiones políticas y de justicia relativas a su gobierno.